# Simone da Cusighe
Simone da Cusighe (XIV secolo – XV secolo) è stato un pittore italiano, documentato tra il 1386 ed il 1409.

## Biografia

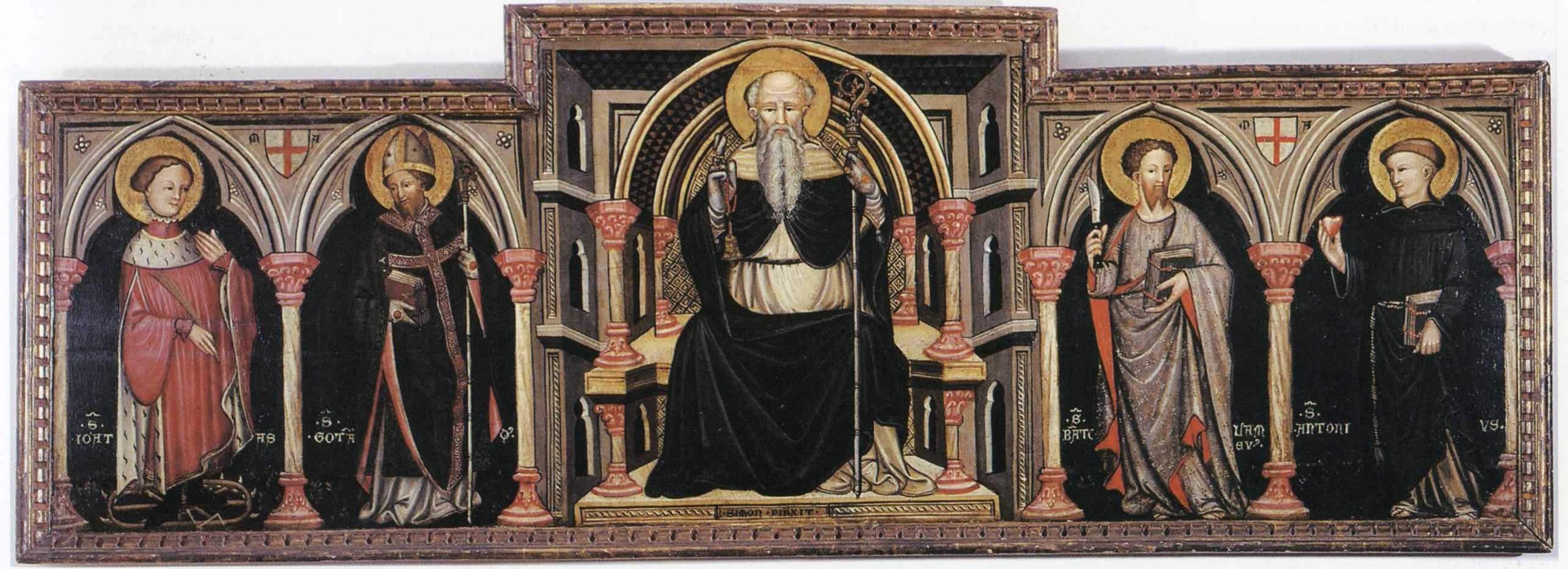
Sant'Antonio Abate fra i quattro santi, Museo civico di Belluno

È la prima personalità nota della pittura bellunese; la sua formazione si compì probabilmente a Belluno tra il 1370-1380 e, come attestano i documenti, la sua bottega svolse un'attività polivalente, versata sia nella pittura sia nell'intaglio ligneo. Tra il 1396 ed il 1397 realizzò, come dal documento di pagamento conservato negli archivi,  un grande polittico per il Duomo di Belluno, che è andato però perduto: le motivazioni riportate sono relative solo a lavori di intaglio e doratura. La sua attività di pittore sono legate a due sole opere, entrambe firmate; la prima è un polittico rappresentante Madonna della Misericordia e storie di san Bartolomeo, del 1394 conservato alla Ca' d'Oro di Venezia, mentre la seconda è una piccola ancona conservata al Museo civico di Belluno e risalente al 1400 circa. Entrambe le opere sono caratterizzate da una certa bonomia rustica, evidente nella ingenua narrazione aneddotica, mentre le tecniche pittoriche corrispondono a quelle venete di metà Trecento, con influenze emiliane, mentre hanno una influenza limitata le esperienze che si stavano affermando a Venezia e a Padova.